# 北京大学工学院
北京大学工学院是北京大学的一个学院，成立于2005年2月，现任院长段慧玲教授。

## 介绍
工学院从建立之初就与世界一流大学的工学院看齐，跳出现行办学体制之外进行设计，从教师队伍、学院结构、管理体制、课程设置等各个方面直接引进国际一流大学工学院的成功经验，希望在十年内建成同国际接轨的世界一流工学院。目前，工学院集中发展能源、资源、环境；生医、材料、纳米；航空、航天、航海三个主要方向。
工学院借助北大雄厚的基础研究和综合学科优势，加强跨学科研究，力争使北大工学院成为国家工程科学研究和教学的基地、未来科学技术发展研究的中心，成为国家经济发展的重要推动力、未来工程技术科学领导者、优秀企业家和工程师培养的摇篮，为国家与社会经济发展做出更多的贡献。

### 渊源
北京大学在早期学科齐全，涵盖文科、理科、农科、工科等各类学科。1946年，北京大学依托当时理学院之雄厚基础，正式挂牌工学院，以马大猷为院长。
1952年，在全国院系大调整中，北大工学院机、电、土、建4系合并到清华大学，化工系合并到天津大学，北京大学工学院建制撤销。
2005年，北大决定以力学系为基础，重新创立工学院，陈十一教授为首任院长。

### 管理体制
北京大学工学院将采取与国际先进大学教育体制接轨的管理模式。工学院在教学科研等行政方面实行院长负责制，在学校统一规划和授权下，学院享有独立的用人权、财务权和学术管理权。
北京大学工学院员工实行国际通行的聘任制度(Tenure-Track)。招聘的方向和人数由院长，副院长和系主任等有关人员协商后决定。被招聘的教职人员由工学院组织招聘委员会评审、面试和投票确定。授聘与否最后由院长根据招聘委员会推荐，工学院资源，被招聘人员的研究方向和能力，发展潜力和教学能力等决定。经北京大学校长授权，由工学院院长代表学校与受聘人员签订聘用合同，并根据合同进行管理。

## 院系设置
北京大学工学院现在包括以下五个系：
- 工业工程与管理系
- 航空航天工程系
- 力学与工程科学系
- 能源与资源工程系
- 先进制造与机器人系

至2022年，北京大学工学院现有七个本科专业：
- 理论与应用力学专业（Theoretical and Applied Mechanics）
- 工程力学专业（工程结构分析方向）（Engineering Mechanics (Engineering Structure Analysis)）
- 能源与环境系统工程专业（Energy and Environment Systems Engineering）
- 航空与航天工程专业（Aerospace Engineering）
- 生物医学工程专业（Biometical Engineering）
- 材料科学与工程专业（Materials Science and Engineering）
- 机器人工程专业（Robotics Engineering）

## 学生
工学院於2006年9月首次招生，目前公布的招生计划为2006年研究生75人、本科生100人(事实上主要是原力学系)，2007年研究生120人、本科生100人。自2008起，研究生招生200人；2008年招收本科生94人，2009年招收116人。